# Sembungharjo (Genuk)
Sembungharjo is een bestuurslaag in het regentschap Semarang van de provincie Midden-Java, Indonesië. Sembungharjo telt 9923 inwoners (volkstelling 2010).